# Brasiliens Grand Prix 2021
Brasiliens Grand Prix 2021, officiellt Formula 1 Heineken Grande Prêmio De São Paulo 2021, var ett Formel 1-lopp som kördes den 14 november 2021 på Autódromo José Carlos Pace i São Paulo i Brasilien. Loppet var det nittonde loppet ingående i Formel 1-säsongen 2021 och kördes över 71 varv.

## Bakgrund

### Däckval
Däckleverantören Pirelli tilldelade C2-, C3- och C4-däckföreningarna som användes i loppet.

### Helgformat
Brasiliens Grand Prix 2021 var det sista loppet under säsongen att implementera det nya sprintkvalificeringsformatet. Med detta blev det en förändring av helgens format, liksom reglerna. Vanligtvis hade fredag två träningspass, en på morgonen och den andra på eftermiddagen. Lördag skulle ha det sista träningspasset på morgonen med kval på eftermiddagen. Söndagen skulle bara ha loppet. Sprintkvalet ändrar på detta format, på fredag kommer det att finnas ett träningspass tidigt på eftermiddagen och en traditionell kvalificering (för att bestämma sprintkvalificeringens startordning) på kvällen. På lördag kommer det andra träningspasset att äga rum vid middagstid, med det nytillkomna sprintloppet på eftermiddagen. Söndagen är oförändrad i detta format.

### Sprintkvalet
Sprintkvalet är ett nytt format som introducerades under säsongen 2021 som körs på lördagen och ersätter det traditionella kvalet, förarna kör då ungefär 100 km sträcka, detta kval bestämmer ordningen för loppet till söndagens lopp. Förarnas plats på startgridden för sprintkvalet bestämms genom det normala kvalformatet, det vill säga, tre kvalrundor (Q1, Q2 och Q3). Den slutliga klassificeringen av sprintkvalet är förarens startplats i söndagens lopp. Vinnaren av sprintkvalet hamnar på det som traditionellt kallas för pole position. Dessutom tilldelar sprintkvalet poäng till de tre bästa förarna, förstaplats får 3 poäng, andraplats får 2 poäng och tredjeplats får 1 poäng i förarmästerskapet. Den maximala tidsgränsen är 90 minuter. Normala bränsleflödesgränser gäller fortfarande.

## Ställning i mästerskapet före loppet
| Pos. | Förare          | Poäng |
| ---- | --------------- | ----- |
| 1    | Max Verstappen  | 312,5 |
| 2    | Lewis Hamilton  | 293,5 |
| 3    | Valtteri Bottas | 185   |
| 4    | Sergio Pérez    | 165   |
| 5    | Lando Norris    | 150   |

| Pos. | Konstruktör      | Poäng |
| ---- | ---------------- | ----- |
| 1    | Mercedes         | 478,5 |
| 2    | Red Bull-Honda   | 477,5 |
| 3    | Ferrari          | 268,5 |
| 4    | McLaren-Mercedes | 255   |
| 5    | Alpine-Renault   | 106   |

- Notering: Endast de fem bästa placeringarna i vardera mästerskap finns med på listorna.

## Kvalet
Kvalet ägde rum klockan 16:00 den 12 november (20:00 svensk tid), och resultatet avgjorde startordningen för sprintkvalet.

### Efter kvalet
Efter kvalet kallades Lewis Hamilton till domarna för en överträdelse av det tekniska reglementet. Det visade sig att Hamiltons DRS öppnade sig 0,2 mm mer än de tillåtna 85 mm. Bakvingen från Hamiltons bil beslagtogs i avvaktan på utredningar. Till följd av att bakvingens öppning inte överensstämde med det tekniska reglementet diskvalificerades Hamilton från kvalet och tvingades därmed starta sist i sprintkvalet. Max Verstappen tog över första platsen medan Valtteri Bottas startade på andra plats och Sergio Pérez på tredje plats.
Max Verstappen kallades till domarna för en överträdelse mot artikel 2.5.1 i FIA International Sporting Code efter att han vidrört Lewis Hamiltons bil under parc fermé. Som ett resultat av detta dömde domarna honom till böter på 50,000 euro.
| Pos.                   | Nr. | Förare             | Konstruktör               | Kvaltider | Kvaltider | Kvaltider | Start- grid |
| Pos.                   | Nr. | Förare             | Konstruktör               | Q1        | Q2        | Q3        | Start- grid |
| ---------------------- | --- | ------------------ | ------------------------- | --------- | --------- | --------- | ----------- |
| DSQ                    | 44  | Lewis Hamilton     | Mercedes                  | 1:08,733  | 1:08,068  | 1:07,934  | 201         |
| 2                      | 33  | Max Verstappen     | Red Bull-Honda            | 1:09,329  | 1:08,499  | 1:08,372  | 1           |
| 3                      | 77  | Valtteri Bottas    | Mercedes                  | 1:09,040  | 1:08,499  | 1:08,469  | 2           |
| 4                      | 11  | Sergio Pérez       | Red Bull-Honda            | 1:09,172  | 1:08,973  | 1:08,483  | 3           |
| 5                      | 10  | Pierre Gasly       | Alpha Tauri-Honda         | 1:09,347  | 1:08,903  | 1:08,777  | 4           |
| 6                      | 55  | Carlos Sainz, Jr.  | Ferrari                   | 1:09,046  | 1:09,031  | 1:08,826  | 5           |
| 7                      | 16  | Charles Leclerc    | Ferrari                   | 1:09,155  | 1:08,859  | 1:08,960  | 6           |
| 8                      | 4   | Lando Norris       | McLaren-Mercedes          | 1:09,365  | 1:09,030  | 1:08,980  | 7           |
| 9                      | 3   | Daniel Ricciardo   | McLaren-Mercedes          | 1:09,374  | 1:09,093  | 1:09,039  | 8           |
| 10                     | 14  | Fernando Alonso    | Alpine-Renault            | 1:09,391  | 1:09,137  | 1:09,113  | 9           |
| 11                     | 31  | Esteban Ocon       | Alpine-Renault            | 1:09,430  | 1:09,189  | N/A       | 10          |
| 12                     | 5   | Sebastian Vettel   | Aston Martin-BWT Mercedes | 1:09,451  | 1:09,399  | N/A       | 11          |
| 13                     | 22  | Yuki Tsunoda       | Alpha Tauri-Honda         | 1:09,350  | 1:09,483  | N/A       | 12          |
| 14                     | 7   | Kimi Räikkönen     | Alfa Romeo-Ferrari        | 1:09,598  | 1:09,503  | N/A       | 13          |
| 15                     | 99  | Antonio Giovinazzi | Alfa Romeo-Ferrari        | 1:09,342  | 1:10,227  | N/A       | 14          |
| 16                     | 18  | Lance Stroll       | Aston Martin-BWT Mercedes | 1:09,663  | N/A       | N/A       | 15          |
| 17                     | 6   | Nicholas Latifi    | Williams-Mercedes         | 1:09,897  | N/A       | N/A       | 16          |
| 18                     | 63  | George Russell     | Williams-Mercedes         | 1:09,953  | N/A       | N/A       | 17          |
| 19                     | 47  | Mick Schumacher    | Haas-Ferrari              | 1:10,329  | N/A       | N/A       | 18          |
| 20                     | 9   | Nikita Mazepin     | Haas-Ferrari              | 1:10,589  | N/A       | N/A       | 19          |
| 107 %-gränsen:1:13,544 |     |                    |                           |           |           |           |             |
| Källor:                |     |                    |                           |           |           |           |             |

Noter
- ^1  – Lewis Hamilton kvalade först, men diskvalificerades på grund av att hans DRS inte upplevde kraven som ställs i det tekniska reglementet.[14] Han tillåts delta i sprintkvalet och loppet med tillåtelse av domarna,[15] och kommer starta sist på startgridden.[10]

## Sprintkvalet
Sprintkvalet kördes 20:30 svensk tid den 13 november 2021.
Valtteri Bottas kom hem på förstaplats och tar pole position inför loppet följt av Max Verstappen på andraplats följt av Carlos Sainz, Jr. på tredjeplats.
| Pos.                                                       | Nr. | Förare             | Konstruktör               | Varv | Tid/Bröt  | Grid | Startgrid | Poäng |
| ---------------------------------------------------------- | --- | ------------------ | ------------------------- | ---- | --------- | ---- | --------- | ----- |
| 1                                                          | 77  | Valtteri Bottas    | Mercedes                  | 24   | 29:09,559 | 2    | 1         | 3     |
| 2                                                          | 33  | Max Verstappen     | Red Bull-Honda            | 24   | +1,170    | 1    | 2         | 2     |
| 3                                                          | 55  | Carlos Sainz, Jr.  | Ferrari                   | 24   | +18,723   | 5    | 3         | 1     |
| 4                                                          | 11  | Sergio Pérez       | Red Bull-Honda            | 24   | +19,787   | 3    | 4         |       |
| 5                                                          | 44  | Lewis Hamilton     | Mercedes                  | 24   | +20,872   | 20   | 102       |       |
| 6                                                          | 4   | Lando Norris       | McLaren-Mercedes          | 24   | +22,558   | 7    | 5         |       |
| 7                                                          | 16  | Charles Leclerc    | Ferrari                   | 24   | +25,056   | 6    | 6         |       |
| 8                                                          | 10  | Pierre Gasly       | Alpha Tauri-Honda         | 24   | +34,158   | 4    | 7         |       |
| 9                                                          | 31  | Esteban Ocon       | Alpine-Renault            | 24   | +34,632   | 10   | 8         |       |
| 10                                                         | 5   | Sebastian Vettel   | Aston Martin-BWT Mercedes | 24   | +34,867   | 11   | 9         |       |
| 11                                                         | 3   | Daniel Ricciardo   | McLaren-Mercedes          | 24   | +35,869   | 8    | 11        |       |
| 12                                                         | 14  | Fernando Alonso    | Alpine-Renault            | 24   | +36,578   | 9    | 12        |       |
| 13                                                         | 99  | Antonio Giovinazzi | Alfa Romeo-Ferrari        | 24   | +41,880   | 14   | 13        |       |
| 14                                                         | 18  | Lance Stroll       | Aston Martin-BWT Mercedes | 24   | +44,037   | 15   | 14        |       |
| 15                                                         | 22  | Yuki Tsunoda       | Alpha Tauri-Honda         | 24   | +46,150   | 12   | 15        |       |
| 16                                                         | 6   | Nicholas Latifi    | Williams-Mercedes         | 24   | +46,760   | 16   | 16        |       |
| 17                                                         | 63  | George Russell     | Williams-Mercedes         | 24   | +47,739   | 17   | 17        |       |
| 18                                                         | 7   | Kimi Räikkönen     | Alfa Romeo-Ferrari        | 24   | +50,014   | 13   | 18        |       |
| 19                                                         | 47  | Mick Schumacher    | Haas-Ferrari              | 24   | +1:01,680 | 18   | 19        |       |
| 20                                                         | 9   | Nikita Mazepin     | Haas-Ferrari              | 24   | +1:07,474 | 19   | 20        |       |
| Snabbaste varvet: Max Verstappen, Red Bull-Honda, 1:12,114 |     |                    |                           |      |           |      |           |       |
| Källor:                                                    |     |                    |                           |      |           |      |           |       |

Noter
- ^2  – Lewis Hamilton degraderas fem placeringar i startordningen efter att ha fått nya motordelar.[17]

## Loppet
Lewis Hamilton vann loppet följt av Max Verstappen på andraplats följt av Valtteri Bottas på tredjeplats.
| Pos.                                                               | Nr. | Förare             | Konstruktör               | Varv | Tid/Bröt    | Grid | Poäng |
| ------------------------------------------------------------------ | --- | ------------------ | ------------------------- | ---- | ----------- | ---- | ----- |
| 1                                                                  | 44  | Lewis Hamilton     | Mercedes                  | 71   | 1:32:22,851 | 10   | 26    |
| 2                                                                  | 33  | Max Verstappen     | Red Bull-Honda            | 71   | +10,496     | 2    | 18    |
| 3                                                                  | 77  | Valtteri Bottas    | Mercedes                  | 71   | +13,576     | 1    | 15    |
| 4                                                                  | 11  | Sergio Pérez       | Red Bull-Honda            | 71   | +39,940     | 4    | 133   |
| 5                                                                  | 16  | Charles Leclerc    | Ferrari                   | 71   | +49,517     | 6    | 10    |
| 6                                                                  | 55  | Carlos Sainz, Jr.  | Ferrari                   | 71   | +51,820     | 3    | 8     |
| 7                                                                  | 10  | Pierre Gasly       | Alpha Tauri-Honda         | 70   | +1 varv     | 7    | 6     |
| 8                                                                  | 14  | Fernando Alonso    | Alpine-Renault            | 70   | +1 varv     | 12   | 4     |
| 9                                                                  | 31  | Esteban Ocon       | Alpine-Renault            | 70   | +1 varv     | 8    | 2     |
| 10                                                                 | 4   | Lando Norris       | McLaren-Mercedes          | 70   | +1 varv     | 5    | 1     |
| 11                                                                 | 5   | Sebastian Vettel   | Aston Martin-BWT Mercedes | 70   | +1 varv     | 9    |       |
| 12                                                                 | 7   | Kimi Räikkönen     | Alfa Romeo-Ferrari        | 70   | +1 varv     | 18   |       |
| 13                                                                 | 63  | George Russell     | Williams-Mercedes         | 70   | +1 varv     | 17   |       |
| 14                                                                 | 99  | Antonio Giovinazzi | Alfa Romeo-Ferrari        | 70   | +1 varv     | 13   |       |
| 15                                                                 | 22  | Yuki Tsunoda       | Alpha Tauri-Honda         | 70   | +1 varv     | 15   |       |
| 16                                                                 | 6   | Nicholas Latifi    | Williams-Mercedes         | 70   | +1 varv     | 16   |       |
| 17                                                                 | 47  | Mick Schumacher    | Haas-Ferrari              | 69   | +2 varv     | 19   |       |
| 18                                                                 | 9   | Nikita Mazepin     | Haas-Ferrari              | 69   | +2 varv     | 20   |       |
| RET                                                                | 3   | Daniel Ricciardo   | McLaren-Mercedes          | 49   | DNF         | 11   |       |
| RET                                                                | 18  | Lance Stroll       | Aston Martin-BWT Mercedes | 47   | DNF         | 14   |       |
| Snabbaste varvet: Sergio Pérez, Red Bull-Honda, 1:11,010 (varv 71) |     |                    |                           |      |             |      |       |
| Källor:                                                            |     |                    |                           |      |             |      |       |

Noter
- ^3  – Inkluderar en extra poäng för snabbaste varv.

## Ställning i mästerskapet efter loppet
| Pos. | Förare          | Poäng |
| ---- | --------------- | ----- |
| 1    | Max Verstappen  | 332,5 |
| 2    | Lewis Hamilton  | 318,5 |
| 3    | Valtteri Bottas | 203   |
| 4    | Sergio Pérez    | 178   |
| 5    | Lando Norris    | 151   |

| Pos. | Konstruktör      | Poäng |
| ---- | ---------------- | ----- |
| 1    | Mercedes         | 521,5 |
| 2    | Red Bull-Honda   | 510,5 |
| 3    | Ferrari          | 287,5 |
| 4    | McLaren-Mercedes | 256   |
| 5    | Alpine-Renault   | 112   |

- Notering: Endast de fem bästa placeringarna i vardera mästerskap finns med på listorna.